# Владулешти (Валча)
Владулешти (рум. Vlădulești) насеље је у Румунији у округу Валча у општини Стоилешти. Oпштина се налази на надморској висини од 278 m.

## Становништво
Према подацима из 2002. године у насељу је живело 495 становника, од којих су сви румунске националности.